# Othon de Goritz
Othon de Goritz, également appelé Othon III de Carinthie, né vers 1265 et mort le 25 mai 1310, est un prince de la maison de Goritz, fils de Meinhard de Goritz et d'Élisabeth de Bavière. Il fut duc de Carinthie et comte de Tyrol de 1295 jusqu'à sa mort. 

## Famille
Othon est le fils de Meinhard (v.1239-1295), comte de Goritz et de Tyrol depuis 1258, et de son épouse Élisabeth (1227-1273), fille aînée du duc Othon II de Bavière et veuve du roi Conrad IV de Hohenstaufen.
Lors d'un partage des domaines des Goritz en 1271, son père avait reçu le Tyrol, lorsque le comté de Goritz revint à son frère cadet Albert. Meinhard était un fidèle partisan de Rodolphe de Habsbourg, élu roi des Romains en 1273, dans sa lutte avec Ottokar II de Bohême. En 1274, la sœur aînée d'Othon, Élisabeth de Goritz-Tyrol (1262-1312) épouse Albert de Habsbourg, fils aîné et successeur désigné du roi Rodolphe. Meinhard a été élevé au rang de prince en 1286 et reçut également le duché de Carinthie avec la marche de Carniole en fief impérial. 
Après la mort de Meinhard en 1295, ses fils Othon, Louis (mort en 1305) et Henri de Goritz (v.1270-1335) héritent des domaines de leur père. En 1306, Henri épouse Anne de Bohême, héritière de la dynastie des Přemyslides, et devient ainsi un court laps de temps roi de Bohême.

## Règne

Le blason des ducs de Carinthie.

Othon hérite d'un domaine bien organisé par son père qui a mis en place une administration efficace reposant sur des ministériels et créant au Tyrol un Raitbuch (livre de compte) tenu depuis 1280. 
Othon conclu un traité afin de régler les litiges frontaliers avec son voisin l'évêché de Brixen (Bressanone), par lequel il établit le confluent de l'Adige er de l'Avisio comme frontière entre son comté de Tyrol et le territoire des princes-évêques. Les frères d' Othon, Louis et Henri de Goritz deviennent vogts (baillis) de l'évêché de Trente et ils ont consolidé leur influence dans le diocèse.
Son beau-frère Albert de Habsbourg, élu roi des Romains en 1298, lui accorde plusieurs droits de péage en Tyrol. Cependant, la cour fastueuse d'Othon est un fardeau pour ses finances. Le fait le plus notable de sa politique économique est l'expansion et la pérennisation en 1305 de la forteresse de Gries, qui entre en compétition avec la cité voisine de Bozen (Bolzano) encore sous la juridiction des évêques de Trente. 
Othon meurt en 1310 sans issue mâle. Il a comme successeur son seul frère survivant Henri de Goritz, roi de Bohême depuis 1307. Peu tard, Henri perdra son fief bohémien qui fut confisqué par le roi Henri VII de Luxembourg et passa à son fils Jean l’Aveugle.

## Union et postérité
En 1297, Othon épouse Euphémie (v.1278–1347) issue de la maison Piast, fille d'Henri V le Gros, duc silésien à Liegnitz et à Breslau. Ils ont quatre filles:
- Élisabeth (1298-1352), épouse Pierre II, futur roi de Sicile ;
- Anne (1300-1331), épouse Rodolphe II l'Aveugle, comte palatin du Rhin à partir de 1329 ;
- Ursule (morte en 1327) ;
- Euphémie (morte vers 1330).

## Source
- Anthony Stokvis, Manuel d'histoire, de généalogie et de chronologie de tous les États du globe, depuis les temps les plus reculés jusqu'à nos jours, préf. H. F. Wijnman, éditions Brill à Leyde 1889, réédition 1966, volume II, chapitre VI C 1. , et tableau généalogique n° 11 « Généalogie des comtes de Goritz et de Tyrol ».
- (de) Wilhelm Baum: Die Grafen von Görz in der europäischen Politik des Mittelalters. Kitab-Verlag, Klagenfurt 2000,  (ISBN 3-902005-04-1).
- (de) Christoph Haidacher: Die Verwaltungsorganisation Meinhards II. und seiner Nachfolger; dans: Eines Fürsten Traum. Meinhard II. - Das Werden Tirols, Ausstellungskatalog, Schloss Tirol/Stams 1995.